# Kelety Géza

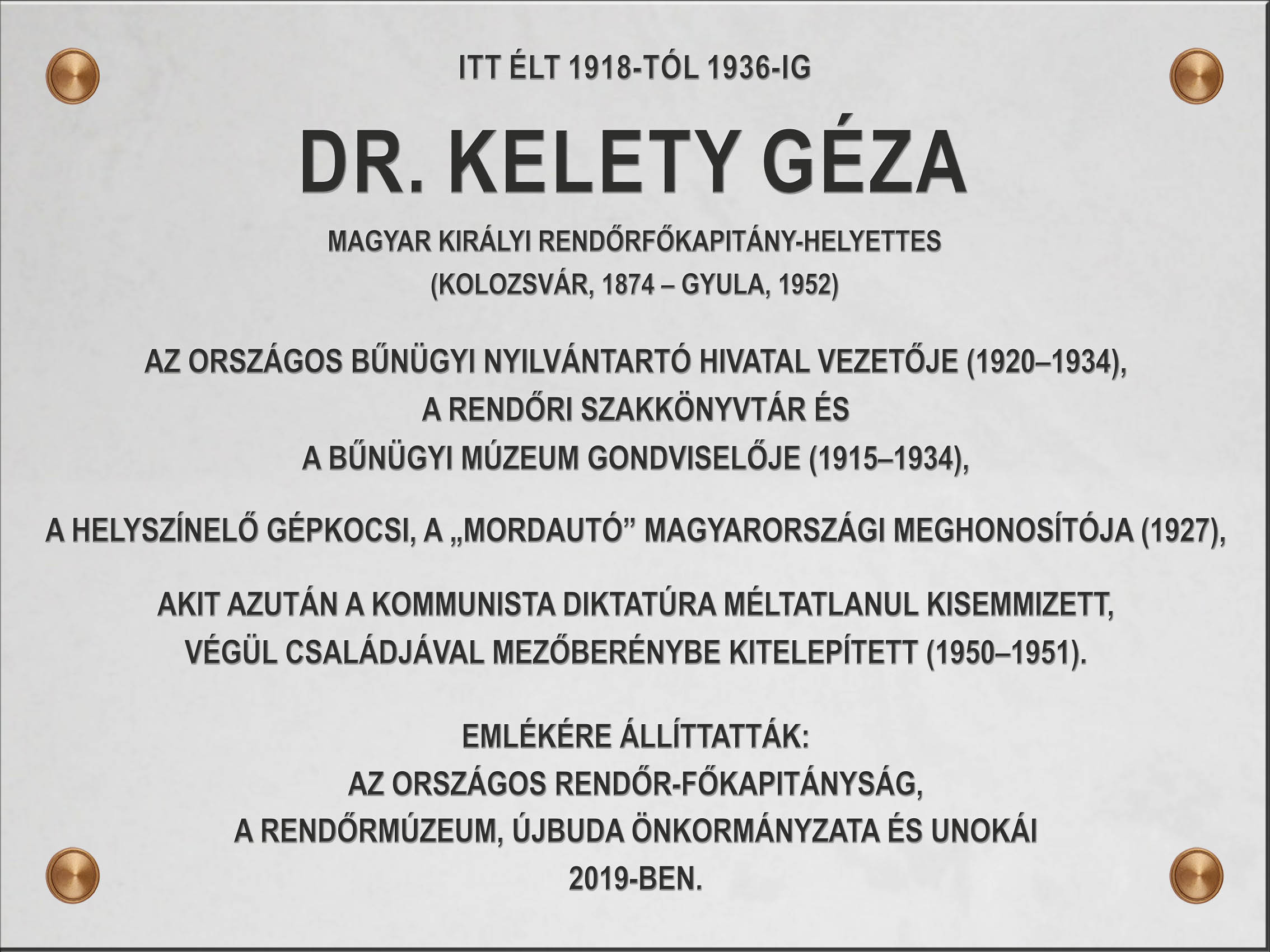
Kelety Géza-emléktábla, Szüret utca, Ménesi sarokház

Dr. Kelety Géza (Kolozsvár, 1874. szeptember 27. – Gyula, 1952. június 8.) magyar királyi rendőrfőkapitány-helyettes, 1909-től az Országos Bűnügyi Nyilvántartó Hivatal tisztviselője, 1917-től osztályvezetője, 1919-től 1934-ig pedig vezetője, a budapesti Rendőrmúzeum (Bűnügyi Múzeum) megalapítója és igazgatója.

## Munkássága
- 35 évet töltött el tisztviselőként.
- Az Országos Bűnügyi Nyilvántartó Hivatal vezetője 1917-től, de már felállításának napjától – 1909-től – helyettes vezetője volt.
- Elsőnek ismerte fel a fontosságát és vezette be a visszaeső bűnözők külön nyilvántartását.
- A rendőrség ujjnyomatosztályát európai színvonalúra emelte és rendszeresen oktatta.
- Magyarországon elsőnek megalkotta a bűnügyi laboratóriumot, berendezte a fényképező és vegyi műhelyt.
- A bűnügyi múzeumot 1908-ban, néhány meglévő tárgy segítségével teremtette meg.
- A székesfővárosi m. kir. államrendőrség rendőri szakkönyvtárának megalapítása (1915).
- A Bűnügyi Múzeum igazgatója (1917–1934).
- Budapesti rendőrfőkapitány-helyettes (1922–1934).
- Nyomozó autó(k) rendszerbe állítása (mordamobil, 1927-ben az elsőt).
- A rendőri szakoktatásban tevékenyen részt vett. (Meglévő irat a családi hagyatékból.)
- Hatalmas mennyiségű adománnyal, felajánlással (elsőnek összegezve 467 400 pengő, majd ez később újabb összegekkel bővült) és sok önkéntes munkájával támogatta a rendőrséget.

## A Magyar Rendőrség dr. Kelety Géza korában
1881. július 1.-én lépett hatályba a rendőrségi törvény, akkor a fővárosi rendőrség hivatalos neve: Budapesti Magyar Királyi Államrendőrség volt. E szervezet létrehozása a modern állami rendőrség magyarországi születésnapja.
(A Csendőrséget szintén 1881-ben hozták létre, de a vidéki közrend és közbiztonság megtartására. A rendőrség Budapestet, míg a csendőrség a vidéket vigyázta.)
A főkapitányság négy osztályból állt:
1. az elnöki osztály gazdasági, személyi és államrendészeti ügyekkel foglalkozott. Kihágási ügyekben másodfokú hatóságként funkcionált.
2. A bűnügyi osztály feladata a bűnügyi előnyomozás volt. Felügyelete alatt működött a nyilvántartási hivatal.
3. A fogház és toloncügyosztály feladata a fogházkezelési, valamint a tolonchatósági és kezelési ügyek ellátása volt.
4. A közigazgatási osztály hatáskörébe tartozott a közlekedési, erkölcsrendészeti, útlevél és engedélyügyek intézése.

1908-tól a főkapitányság nyilvántartó helyiségének egy szobájában, majd a pincében tárolták a későbbi gyűjteményt képező bűnügyi anyagokat. Már 1900-ban, a párizsi millenniumi világkiállításon nagy sikerrel mutatták be a magyar rendőrség anyagát, mely 1908-ban még mindössze 124 tárgyból állt, ez a szám azonban 1918-ra elérte a közel 10 000-et. a múzeum szervezése, a gyűjtött tárgyak és bűnjelek szakszerű rendezése, valamint az intézmény vezetése Kelety Géza rendőrfogalmazó, későbbi budapesti rendőrfőkapitány-helyettes nevéhez fűződik. A múzeum 1926-ban elköltözött az akkori Ferencz József téri (mai nevén Roosevelt téri) épületből és a Zrínyi utcában egy tágasabb kiállítótérben fogadta a látogatókat, anyaga az évek során folyamatosan gyarapodott, a II. világháború során azonban szinte teljesen megsemmisült.

## Hivatalok
1907-től az Országos Bűnügyi Nyilvántartó Hivatal helyettes vezetője, majd 1917-től pedig a Hivatal vezetője lett. (Kétmillió embert tartottak itt nyilván.)
Létrehozta a bűnügyi laboratóriumot, az országban először a visszaeső bűnözők külön nyilvántartását.
Megalapította a mai Rendőrmúzeumot. Az 1908-ban létesült a Bűnügyi Múzeum, elsősorban a bűnjelek oktatási célzattal való gyűjtésére jött létre. A múzeum szervezője, vezetője, dr. Kelety Géza főkapitány-helyettes volt.
Az 1942. évi híradások szerint a Bűnügyi Múzeum gyűjteménye több mint 10 000 tárgyat számlált. A háborús évek a gazdag és egyedülálló múzeum sorsát megpecsételték, a II. világháború alatt a múzeum anyaga megsemmisült. A II. világháború befejezését követő személyi kultusz időszakában a rendőri vezetők nem támogatták a múzeum újjászervezését, az anyagok gyűjtését.”
1908-ban a budapesti Állami Rendőrség bűnügyi osztályának keretébe beillesztett bűnügyi nyilvántartáson belül létrehozták a Bűnügyi Múzeumot, amelynek működéséhez a továbbiakban a megfelelő törvényi alapok is adottak voltak. A Bűnügyi Múzeum nem volt nyilvános múzeum, mert a gyenge erkölcsűek, bűnöző hajlamúak, vagy éppen bűnözők számára sok veszedelmes ösztönzést, „okulást” nyújthatott volna. Éppen ezért csak indokolt esetben, tanulmányi, kutatási célból adtak engedélyt orvosoknak, ügyvédeknek, büntetőjogászoknak a múzeum megtekintésére.
Dr. Kelety Géza rendőrfogalmazó – aki később, mint főkapitány-helyettes ment nyugdíjba – kezdte meg a múzeum anyagának gyűjtését. Először a főkapitányság nyilvántartó hivatalában egy kis szobát bocsátottak a bűnügyi múzeum rendelkezésére, később a daktiloszkópia alatt lévő pincehelyiségben gyűjtötték össze az anyagot, majd 1926-tól Budapest ostromáig a múzeum a főkapitányság üvegtetős udvarán kapott helyet.
A múzeumban bűnjelek és fényképfelvételek örökítették meg az utolsó évtizedek rendőri szenzációit. Borzalmas rémdrámák, bestiális gyilkosságok, pusztító tűzvészek, merényletek, rablások és egyéb bűnügyi esetek fényképei és hátramaradt bűnjelei sorakoztak egymás mellett. A szakértői kéz, amely összeállította a nagy érdekességű gyűjteményt, gondoskodott arról is, hogy a rendőri események helyszíni felvételei mellett helyet foglaljon az esemény "hősének" fényképe is, vagy ha a bűncselekmény tettese nem került rendőrkézre, akkor ezt is feltüntették.”
Saját kézügyességének köszönhetően maga készítette a grafikonokat, de sok rajzolóval, festővel, gyógyszerésszel dolgozott együtt a nyomozások érdekében.
A múzeum nagy sikerrel szerepelt az embervédelmi kiállításon Budapesten, 1926-ban.

## Fiatal rendőrök, tiszti főiskolások továbbképzése
Az „ügyszeretet” számára a precíz nyilvántartást, az alapos munkát jelentette az aktív munka mellett. Élethivatásának tekintette az „ügy szeretete” mellett még az oktatást. Ezért hozta létre a rendőrmúzeum mellett a laboratóriumot és a nyilvántartási hivatalt is.
Oktatási tevékenysége a következőket foglalta magában:
- hat hónapos rendőri és altiszti tanfolyam,
- négy hónapos detektívtanfolyam,
- két hónapos daktiloszkópiai tanfolyam,
- két hónapos tiszti tanfolyam,

valamint számtalan továbbképzés, amit belső motivációjának, saját magának köszönhetett. Kézzel vagy géppel írt és fennmaradt előadásainak és vizsgakérdéseinek száma: 6-8 db (van köztük, ami 22 oldalas). Szabad idejében nagyon sok alap- és továbbképzést tartott a rendőrségen, melyek legtöbbjének díját felajánlotta a rendőrségi könyvtár gyarapítására, fejlesztésére.

### Daktiloszkópia
A magyar daktiloszkópia (ujjlenyomat alapján történő nyomozás) megalapításában, bevezetésében, oktatásában aktív szerepet vállalt főnökei mellett. (Magyarországon 1902-ben külföldi tapasztalatok alapján vezették be az ujjnyomat-rendszert.) A nyomozások eredményessége 1914-ben 70 % volt. Munkájáról egy kis korabeli filmhíradó is tájékoztat: „A m. kir. Államrendőrség országos szaktanfolyamának évzáró ünnepélye a Mária Terézia laktanyában 1923. VI. 26-án – Dr. Dorning Henrik (oktatási főfelügyelő) – Dr. Kelety Géza főkapitány helyettes a vizsgázott ifjú tisztikar élén – Az ünnepély után”.

## Mordauto
Dr. Kelety Géza zsenialitását és előrelátását mutatja, hogy javaslatára szereztek be egy mai szóhasználattal bűnügyi helyszínelő autót. Akkor mordautónak nevezték el, mert az elején csak a legsúlyosabb, azaz a gyilkossági esetekhez, ahol „hulla” volt, használták.
„Az Országos Bűnügyi Nyilvántartó Hivatal vezetője, dr. Kelety Géza főkapitány-helyettes kezdeményezte Scitovszky Béla belügyminiszternél a kiállításon megcsodált autó beszerzését, amelynek első hazai darabját 1928 márciusában gyártották le a budapesti főkapitányság részére. Négyhengeres, harminc lóerős motorját leszámítva minden alkatrésze – beleértve a különleges berendezést, a feketekamrát és a felszerelést – magyar gyártmány volt, az erős karosszéria például Nagy Géza mérnök Erzsébet királyné úti üzemében készült. A 4,5 méter hosszú és 2 méter széles jármű másfél tonnát nyomott.”

## Elismerések, külföldi méltatások (válogatás)

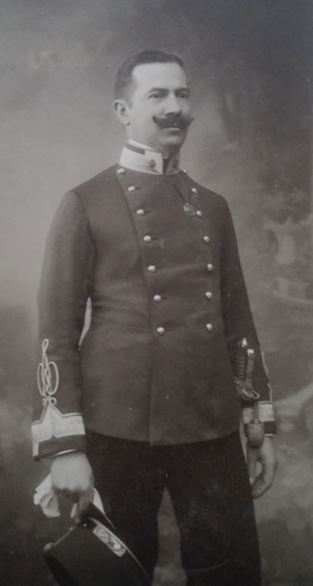
Dr. Kelety Géza 1920-as évek

Kiemelkedő munkásságáért az évtizedek alatt számos díjat, elismerést kapott.
- 1916. március 10. Dicséret a Rendőrmúzeum című előadásáért.[8]
- 1917. szeptember 5-én a Vörös Kereszt hadiékítményes II. osztályú díszjelvényét adományozták a császári és apostoli királyi Felsége 5557 szám alatt, aláírás Siskovsky s.k..[9]
- 1925. április 22. 25 éves munkásságának megköszönése.[9]
- 1925 június 7-22. A Magyar Rendőrség a karlsruhei nemzetközi rendőrkiállításon méltatása újságcikk.[10]
- 1925. július 24. elismerés a főkapitánytól, hogy a szakkönyvtár könyveinek a megvásárlásához összesen 467 400 koronát adott azzal, hogy a tiszteletdíjáról lemondott.[9]
- 1925. október 28-án megköszönik, hogy a tanári tisztelet díját felajánlotta a könyvtár javára, 760/1925.[9]
- 1926. „Az Ember” Nemzetközi Embervédelmi Kiállításhoz történt hozzájárulásáért elismerő köszönetnyilvánítás.[9]
- 1926. november 20. Dicséret, hogy a tiszteletdíjáról lemondott és a díjat a szakkönyvtár gyarapításának céljára felajánlotta. 928/1926.[9]
- 1929. február 25-én elismerés a rendőrmúzeum gyűjteményének fejlesztéséért, szakszerű rendszerezéséért. 110.491/1929.[9]
- 1929. október 22-én elismerés a rendőri intézmény fejlesztése terén kifejtett kiváló munkásságáért a M. Ki. Belügyminisztertől.[9]
- 1930. január 13. Elismerés a 3 hónapos daktiloszkópiai és fényképészeti tanfolyamért 32.622 – 1929.[9]
- 1930. augusztus 30-a háborús emlékérmet adományoz számára 27468 a Kolozs vármegyei vitézi szék.[9]
- 1934. augusztus 21-én Koronás Bronz Éremmel tünteti ki a Magyar Királyi Belügyminiszter 4302.[9]

## Ünnepeltből üldözött
A második világháború után a kommunista rendszer ellensége és kitaszítottja lett. Teljes vagyonelkobzásban részesült, ingóságait és ingatlanait elvették. A Czuczor és Baross utcai bérházakat (ami felesége örökségét képezte), a Diószegi úti házat, tőle és a családjától az ingóságaikat, az értékeiket, a megbecsültségét és a nyugdíját is elkobozták. A rezsim ellenségének tekintették őt, családját, gyermekeit és teljes rokonságát is. Mindezek ellenére erejét meghaladó ódon 900 Ft tervkölcsönt volt kénytelen jegyezni a kormánynak (ez kötelező volt a kommunista hatalom részére).

### Nyugdíjkérelme
Előzmény, hogy 1946 után a rendszer először meghagyta, majd szándékos félrevezetés céljából V. kategóriából a VI. kategóriába áttéve, megemelte nyugdíját. 1950. augusztus 18-val viszont nyugdíját megszüntetik (ekkor 76 éves, fél gyomrát kioperálták, egyik szemére nem lát, idegbántalmakban szenvedett és „szívizomelfajulás” miatt 75%-os munkaképtelennek nyilvánították).

### Kitelepítés

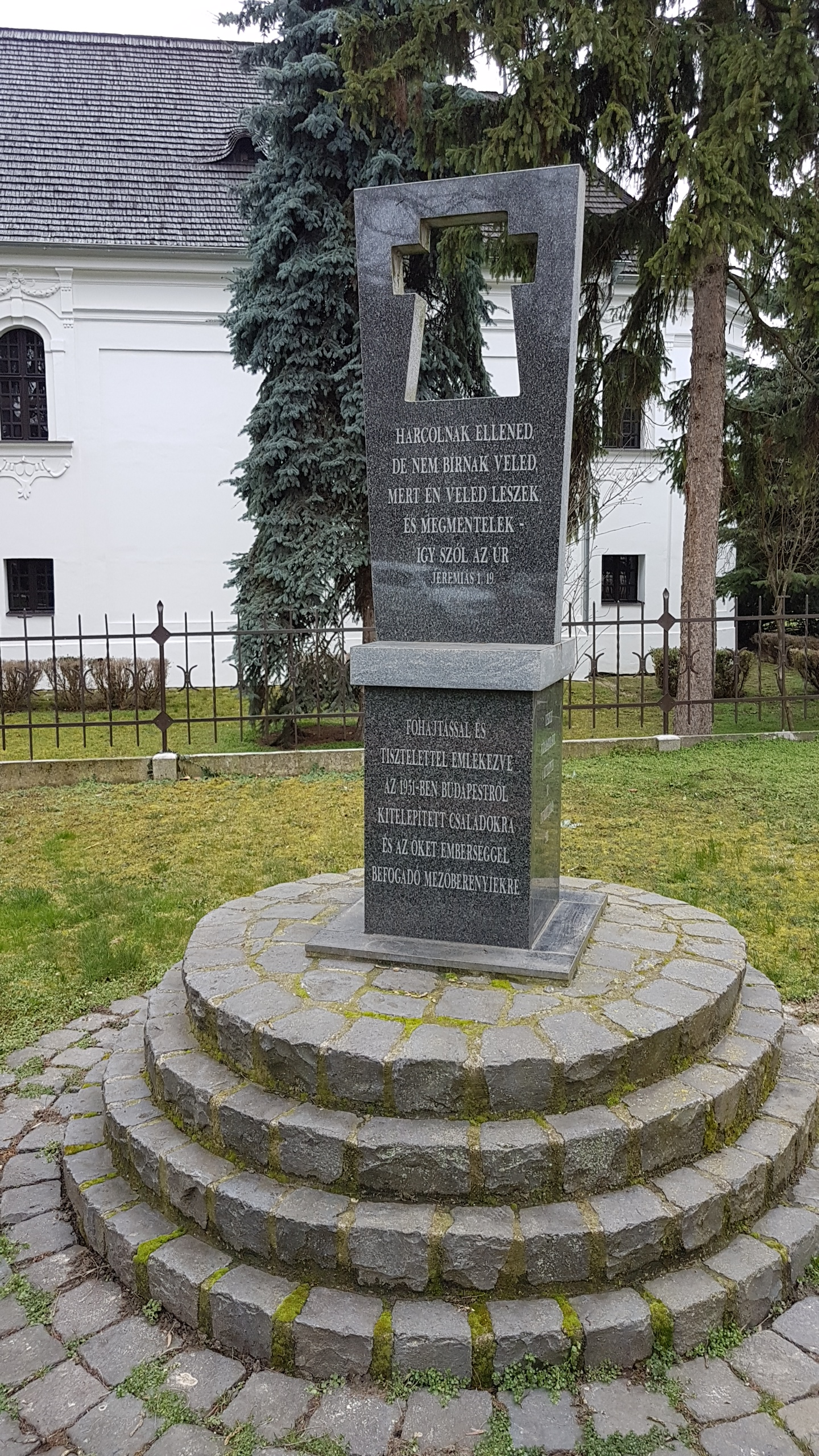
Kitelepítési emlékmű Mezőberény (2018 március)

1951. június 25-i napon kelt (ekkor 77 éves) 01433-a számú véghatározattal a 8130/1939. M.E. számú és a 780/1939. B.MN. számú rendeletekkel Budapestről azonnali hatállyal kitelepítették a Békés megyei Mezőberénybe, a Nagymester út 13. alá. „A kitiltás következtében megüresedő lakását /lakrészét/ a 6.000/19 sz. kormányrendelet értelmében igénybe veszem, lakását 24 órán belül átadni köteles.”
Azaz a teljes Diószegi út 57. alatti házat elvették és a kommunista rendszer számára hűséges lakóknak utalták ki. Felesége örökségeit is mind elvették.
Az 1951-es kitelepítés 60. évfordulójára (2011) közadakozásból a mezőberényi főtéren (Kossuth tér) egy emlékművet állítottak a Budapestről kitelepítettek és azokat befogadó családok emlékére. Azóta is minden év szeptemberének első szombatján összegyűlnek, csendes ünnepléssel, délben megkongatják a kis harangot egy főhajtás mellett.

### Börtön
Az ’50 és évek környékén a kitelepítésből (Mezőberény) felhurcolták és arany rejtegetésének vádja miatt börtönbe zárták. A feleségét, testvérét, gyermekeit, azok házastársait mind bevitték az Andrássy út 60-ba (ma: Terror Háza Múzeum.) Érdekesség, hogy a Diószegi útra bejegyzett, de Vecsésen élő Kornélia nevű testvérét is bevitték a kihallgatásra. Kiskorú unokája meg akarta látogatni őket. Egy ügyvéd tanácsára pokrócot és néhány tisztálkodási eszközt akart bevinni, amikor is az Andrássy út 60. előtt a portán egy kommunista őr fogadta. Mikor elmondta, hogy miért jött – váratlanul és felkészületlenül vitték be őket –, így nincs semmi, ami tisztálkodási és egyéb napi ügyhöz kellő eszköz stb. lenne. Kérte hadd vigye be számukra, akkor az őr megnyugtatta, hogy itt mindenkit jól ellátnak (ennek humorát a kort megélt emberek jól tuják: hiszen az ellátás többnyire körömletépést és félholtra verést jelentett). Miután nem találtak semmit, 3-4 nap után elengedték őket és visszautazhattak a kitelepítés helyszínére.
Nyugdíjas évei alatt is kapcsolatot tartott a rendőrséggel, néhány érdekes esetet el is meséltek neki, tanácsát kérték.
A háborút megelőzően gyomorfekélye lett, amivel megoperálták.

### Halála

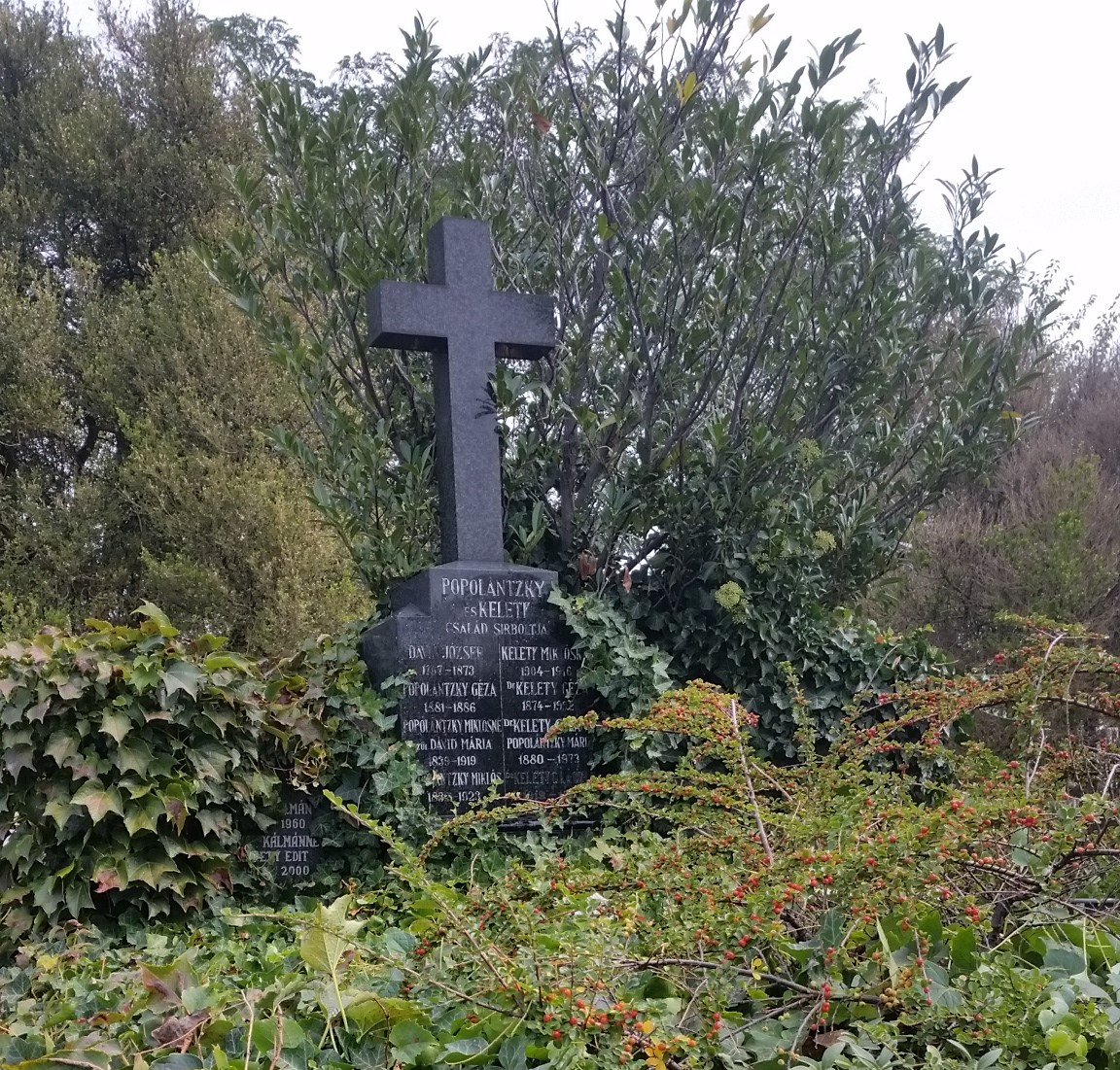
Kelety Géza családi sírboltja (2017)

A kitelepítés körülményei, az éhezés következtében nagyon legyengült és rosszul lett, a Gyulai kórházba (Gyula, Békés vármegye) kellett szállítani. Kórházba szállításkor az összes családtagnak megtiltották, hogy elkísérje, így mire felesége megszerezte a Mezőberény-elhagyási engedélyt és bejutott a gyulai kórházba, addigra meghalt, időskori tbc-ben, tüdővérzésben.
Halála 1952. június 8-án délután fél egy órakor következett be a Gyulai kórház. Tahitótfaluban a helyi római katolikus temetőben helyezték nyugalomra. Nyughelye napjainkban is látható.
Halála több, mint egy évvel, az 1953. szeptember 15-én kelt 945-K-18/0953 VI. határozat szerint a kényszerlakhelyhez való kötöttséget megszüntették családtagjai részére, de azok még öt évig nem lakhattak a fővárosban.

## Érdekességek személyével kapcsolatban

### Pályakezdés
Fiatalon már önmagát kellett ellátnia, és a jogot is el tudta végezni, a jogi záró vizsgát viszont már, mint rendőrtisztviselő szerezte meg munka mellett.

### Házak, ahol lakott
Ménesi úti ház (egyik) terve.
(Ménesi út és Szüret utca sarok, akkor a pontos Cím: I. kerület Ménesi út 54 (ma Szüret utca 19).
Ménesi út Szüret utca sarka a háború előtt.
Ménesi út (akkor még Nagyboldogasszony útja, ami párhuzamos szent Imre útjával, ma Villányi út) és a Szüret utca sarkán lévő villát vették meg először és itt laktak gyermekeikkel. A kertben tavirózsás medence volt.
Ménesi út Szüret utca sarka a háború előtt. Akkor még Nagyboldogasszony útja lehetett.
Lányának férjhezmenetele után eladták a Ménesi úti villát és a jóval kisebb, Diószegi úti házba költöztek.
Diószegi úti ház a II. világháború előtt, télen, de még lehet, hogy közvetlen a megvásárlás (kb. 1933) táján.
1935 körül költöztek át a Diószegi útra. Egy nyugdíjból és felesége megörökölt két házának kiadásából tartották el magukat, két gyermeküket, valamint a két főből álló személyzetet és a házban velük lakó házmester-családot.
A Diószegi úti ház kertje díjnyertes volt az ő idejükben. 4 jegenye állt a kert mind a négy sarkában, 2 (ma is meglévő) hársfa szimmetrikusan a bejárattól jobbra és balra, jázminbokrok végig a kerítés mellett sövényként virágzottak, a bejárati út mentén végig rózsák és rózsalugas volt, illetve négy gyönyörű buxus állt, amelyek szépen voltak nyírva stb. 3 kerti csap gondoskodott az öntözésről és kis belső utak, padok, asztal tette hangulatosabbá, amelyek főleg az orgonafa alatt voltak elhelyezve.
Az ostromig volt így.
A II. világháborúban a Gellért-hegyet egy német katona védte a Diószegi úti házból gépfegyverrel a felvonuló orosz tankok ellen. Több napig sikeresen állta az ostromot. Amikor a ház tetejét is lelőtték, akkor Kelety Géza felment és megbeszélte a katonával: lehetőleg ne lőjék szét az egész házat, így vonuljon át valahova. Ezt meg is tette a német katona: vállára emelve a gépfegyvert elballagott.
A sors fintora, hogy egy szovjet tank a házba akart lőni, de a vezető részeg lehetett, mert az egyik hatalmas jegenyefát lőtte ki, ami úgy borult keresztbe az Ábel Jenő úton, hogy a tankok se tudtak átmenni rajta, hogy feljussanak a Gellért hegyre.
A házat kitelepítéskor államosították és lakókkal tömték meg. A középső és legnagyobb szinten lakott Cser Sándor, aki tudomásunk szerint ÁVÓ-s verőlegény volt. Ugyan 1956-ban a forradalom mellé állt, de ezt később eltitkolta és így a kommunista rendszertől A szocialista hazáért érdeméremben részesült.

### Tahi nyaraló
Tahiban a hídhoz közel volt egy kedves, szép nyaralójuk, ahol nagyon sok időt töltöttek. A nyaraló mögött egy kis ház állt, egy helyiséggel, ahol nyugdíjas korában asztalosmunkát végzett. Az államosítás után először ebben az épületben a rendőrség működött, majd később napjainkig (2017) az orvosi ügyelet. Jelenlegi címe: Tahi, Visegrádi út 12.

### Bérházak
Felesége öröksége révén a Czuczor és Baross utcákban volt két bérházuk, amiknek a teljes működtetését felesége intézte. Apósa olyan sikeres cipész volt, hogy ezeket a budapesti házakat meg tudta vásárolni.
(Baross utca 73. Lakóház, udvar, 665m2, helyrajzi száma 35530, tulajdoni lap szám 1983-ban: 938 és Czuczor utca 5. Lakóház, udvar, 387m2, helyrajzi száma 37075, tulajdoni lap szám 1983-ban: 343. Államosítva, mindenféle ellenszolgáltatás nélkül mind a kettő a 4/1952. Tvr. 4741/1952./III. 28./szerint.)

### Párbajok
Nagyon erős igazságérzete nem hagyta nyugodni. Ugyan tiltott volt a maga korában, de ennek ellenére nagyon sokat párbajozott és ezeket a jegyzőkönyveket mind meg is őrizte. Ezek tanúsítják, hogy fogdában is volt. Számos jegyzőkönyvet tett félre, 25 párbalyról tudott. Az egyik ilyen dokumentum szerint (1900. június 11-én megtartott főtárgyalás alapján) 25 évesen párbaj miatt a btk. 298§ alapján a 91§ alkalmazásával 14 napi államfogházra ítélték el. Az ítélet nem volt jogerős.

### Művészi hajlam
Nagyon jól rajzolt és nagyon nagy rendszerető volt, amit jól kamatoztatott a munkája során is. Grafikonok egész sorát készítette el a rendőrségnek (lásd a nyugdíjkérelemben való megemlítést, a fentebbi rajzokat).

## Emléke

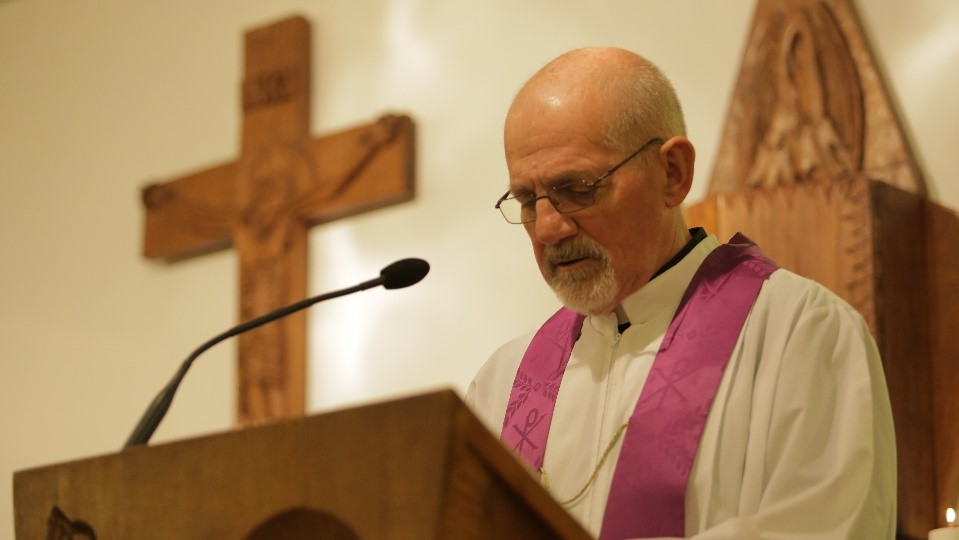
Legeza József görögkatolikus pap 2019. május 28-a Gyümölcsoltó Boldogasszony Kápolna, Karolina út, Dr. Kelety Géza emlékmiséjén

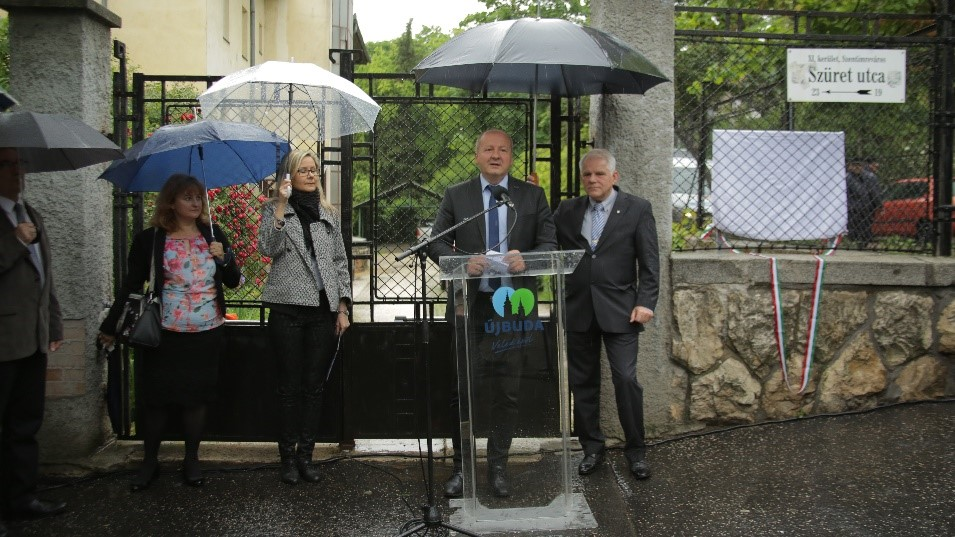
Simicskó István beszédet mond Dr. Kelety Géza emléktábla avatóján, 2019. május 28-án a Ménesi úti volt háza előtt

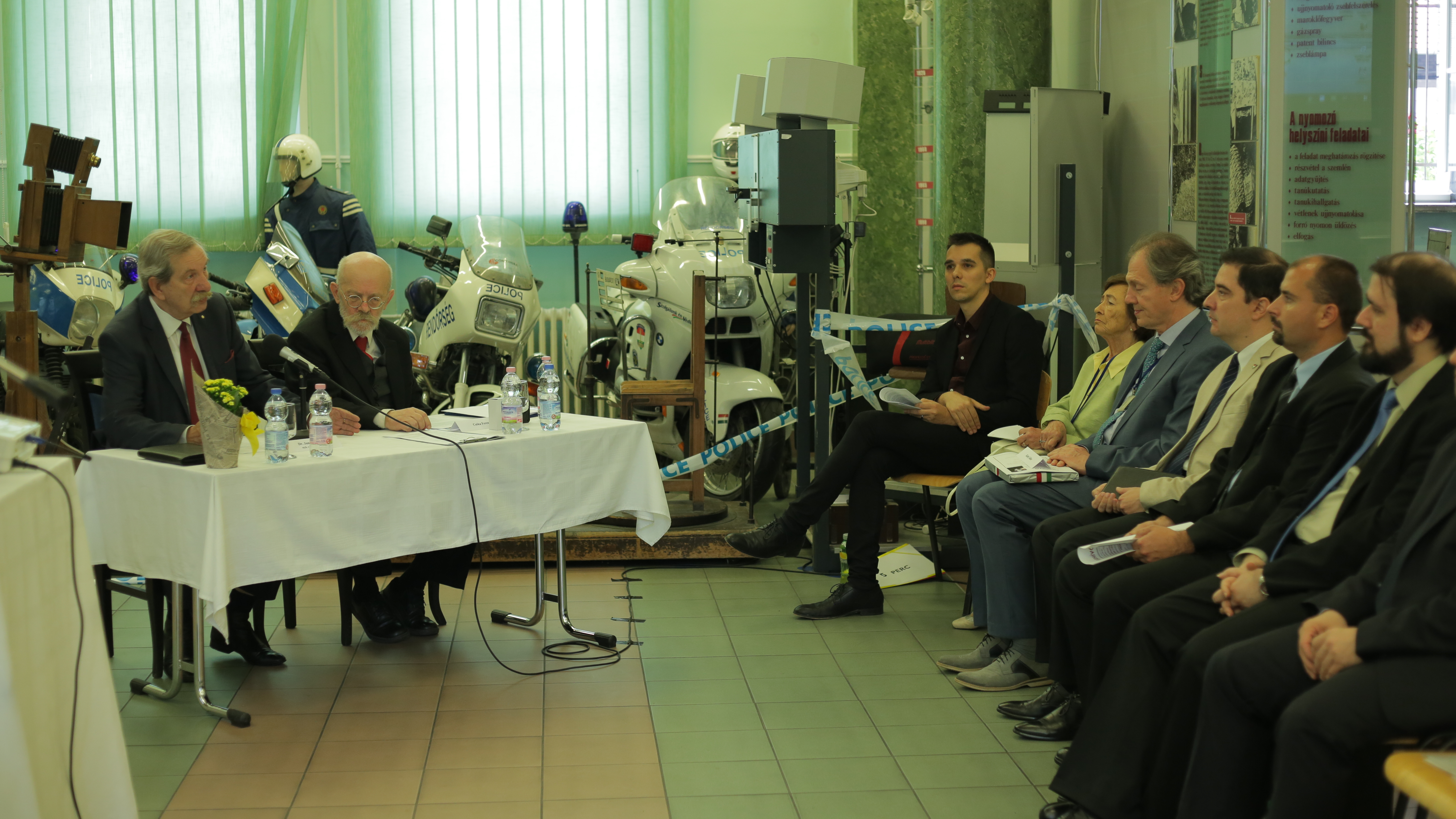
Dr. Kelety Géza Napok a Rendőrmúzeumban - Balról: Janza Frigyes, Csóka Ferenc, Androvicz Gábor, szül. Istváncsics Lili (anyai ágon Kelety), Kelety Gábor

2019. május 28-29-én Dr. Kelety Géza emléknapokat tartottak Csóka Ferenc nyugalmazott alezredes kezdeményezésére. Május 28-án történtek az emléktábla avatások, míg 29-én a Rendőrmúzeum szervezésében tartották meg az emléknapot és szakértekezletet. Május 28-án misét is mondott Legeza József görögkatolikus lelkész érte a Gyümölcsoltó Boldogasszony kápolnában a Karolina úton.
Két emléktáblát avattak Kelety Géza tiszteletére a Budapest XI. kerületi Ábel Jenő utca 25. és a szintén XI. kerületi Ménesi út és Szüret utca sarkán. Az avató ünnepségen részt vett Simicskó István országgyűlési képviselő, Hoffmann Tamás XI. kerületi polgármester, Csóka Ferenc nyugalmazott alezredes, a Magyar Hadtudományi Társaság hírszerzés-történeti szakosztályának elnöke, a Nemzeti Közszolgálati Egyetem Rendészettudományi Karának korábbi dékánja, Boda József, a Magyar Rendészettudományi Társaság főtitkára, Janza Frigyes, az Országos Rendőr-főkapitányság Bűnügyi Főigazgatóság Bűnügyi Főosztályának vezetője, Szelei Pál. Az emléktáblákat Legeza József, a Budapest-Újpesti Görög Katolikus egyházközség parókusa áldotta meg.
Simicskó István országgyűlési képviselő méltatta Kelety Géza kriminalisztikai munkásságát: 
„Tudása és látásmódja meghaladta a korát. Ő vezette be a helyszínelő autók elődjét, neki köszönhetjük a Rendőrmúzeum létrejöttét, a nyilvántartó rendszer megalapozását, számos olyan dolgot, amely a nyomozói munka alapkövét jelenti. Nagy tudású ember volt Kelety Géza, de ami talán ennél is fontosabb, hogy hitt a hivatásában, és kitartott az elvei mellett. A megpróbáltatások ellenére is a közösség jólétét, biztonságát helyezte előtérbe, élete mindenki előtt példaként szolgálhat.”